# Pick-up (autotype)

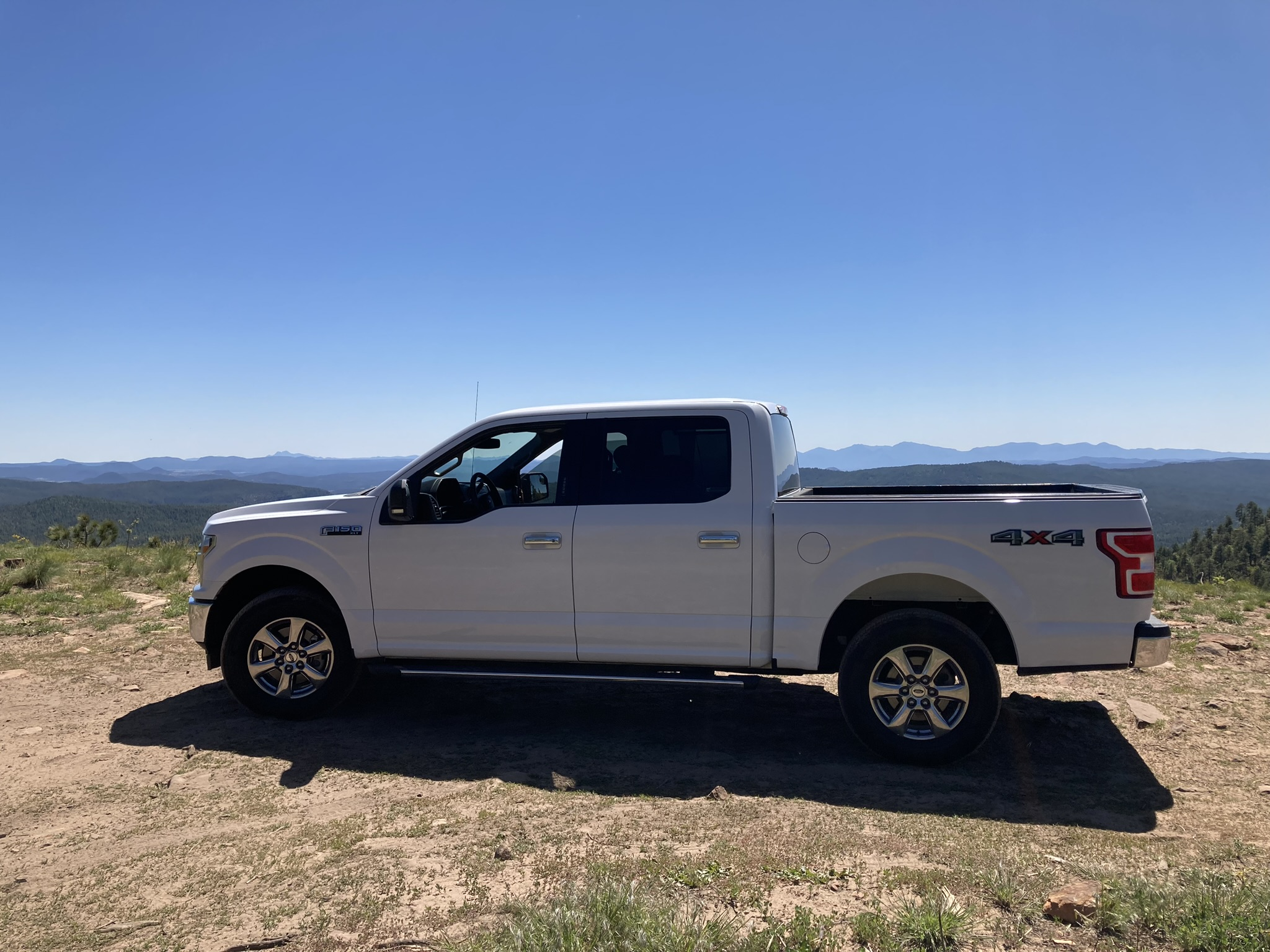
Een Ford-F150 met dubbele rij zitplaatsen.

Een pick-up of pick-up truck is een carrosserievorm waarmee een kleine vrachtauto met een open laadbak (de truck-bed) wordt aangeduid. Dit modeltype is groter dan een personenauto maar meestal kleiner dan een bestelwagen. De personen zitten wel in een overkapt gedeelte maar de laadbak is open. De eerste pick-up's werden in reeds rond 1920 in der Verenigde Staten op de markt gebracht. Vanaf de jaren vijftig van de twintigste eeuw is de pick-up echter steeds populairder geworden als personenauto. Met name op het Amerikaanse continent is de pick-up een veel verkocht model. Om deze reden zijn er ook luxe versies verkrijgbaar die duidelijk niet alleen voor werkdoeleinden bedoeld zijn. Een pick-up met twee rijen zitplaatsen wordt een crewcab genoemd.
Vaak wordt een truck-bed voorzien van een bedliner (kunststof beschermlaag) om de lak te beschermen tijdens het transport van goederen. Een pick-up kan worden voorzien van een tonneau-deksel (een deksel van kunststof of doek op de truck-bed) zodat lichte goederen blijven liggen op hoge snelheid. In de loop der jaren zijn er steeds grotere pick-up trucks op de markt gekomen. Dit komt de veiligheid niet ten goede aangezien deze ook grotere dode hoeken hebben. Met name kleine kinderen zijn bij de grote modellen niet meer zichtbaar voor de bestuurder wanneer zij zich voor de grille bevinden.
De meeste pick-up's zijn modellen die ook alleen als pick-up te koop zijn. Daarnaast zijn er terreinautos die naast de gesloten versie ook als pick-up verkrijgbaar zijn. Een kruising tussen een personenauto's en een pick-up wordt een Coupé utility genoemd. In Australië en Nieuw-Zeeland worden deze auto's aangeduid als Ute. Met name de Holden Ute en de Ford Falcon Ute zijn populair. Deze twee merken van Coupé utility's zijn elkaars rivalen. Sinds 2001 strijden 16 Holdens en 16 Fords in de V8 Ute Racing Series. Pick-ups zijn geliefd bij bouwers van monstertrucks.

## Voorbeelden

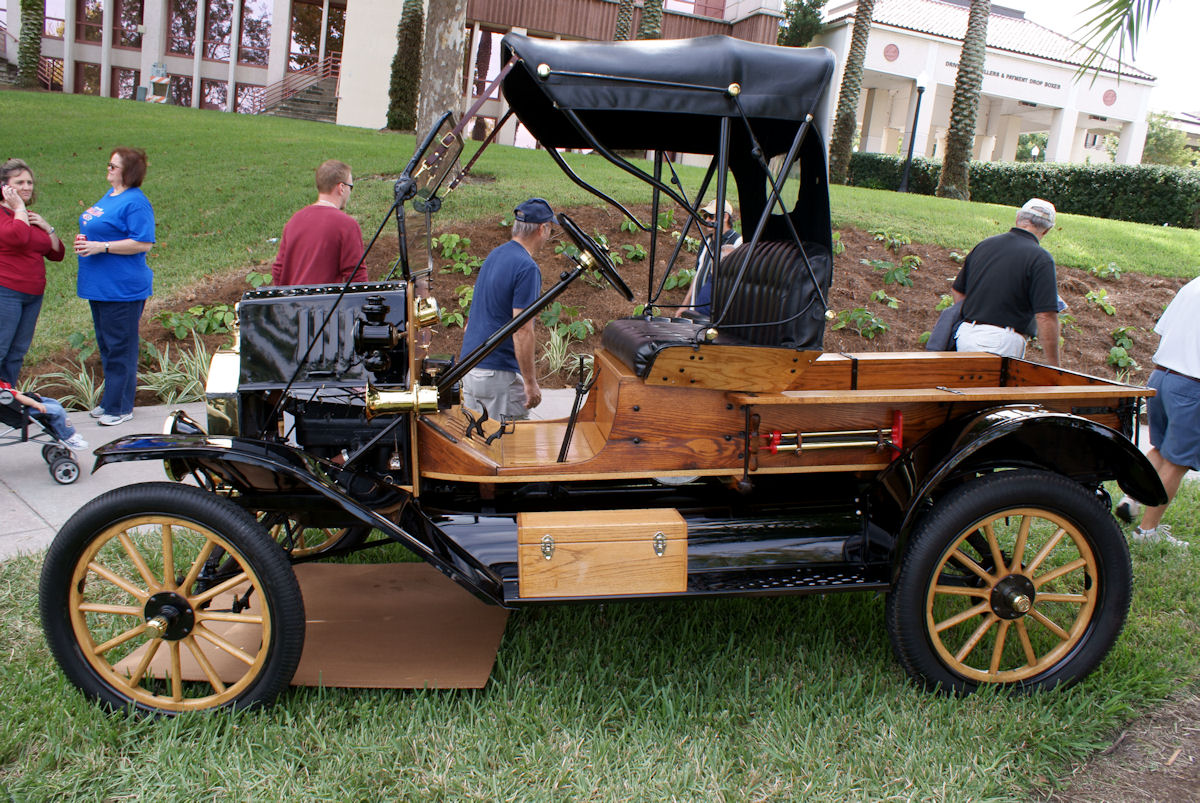
Een Ford Model T Pick-up & Delivery uit 1916
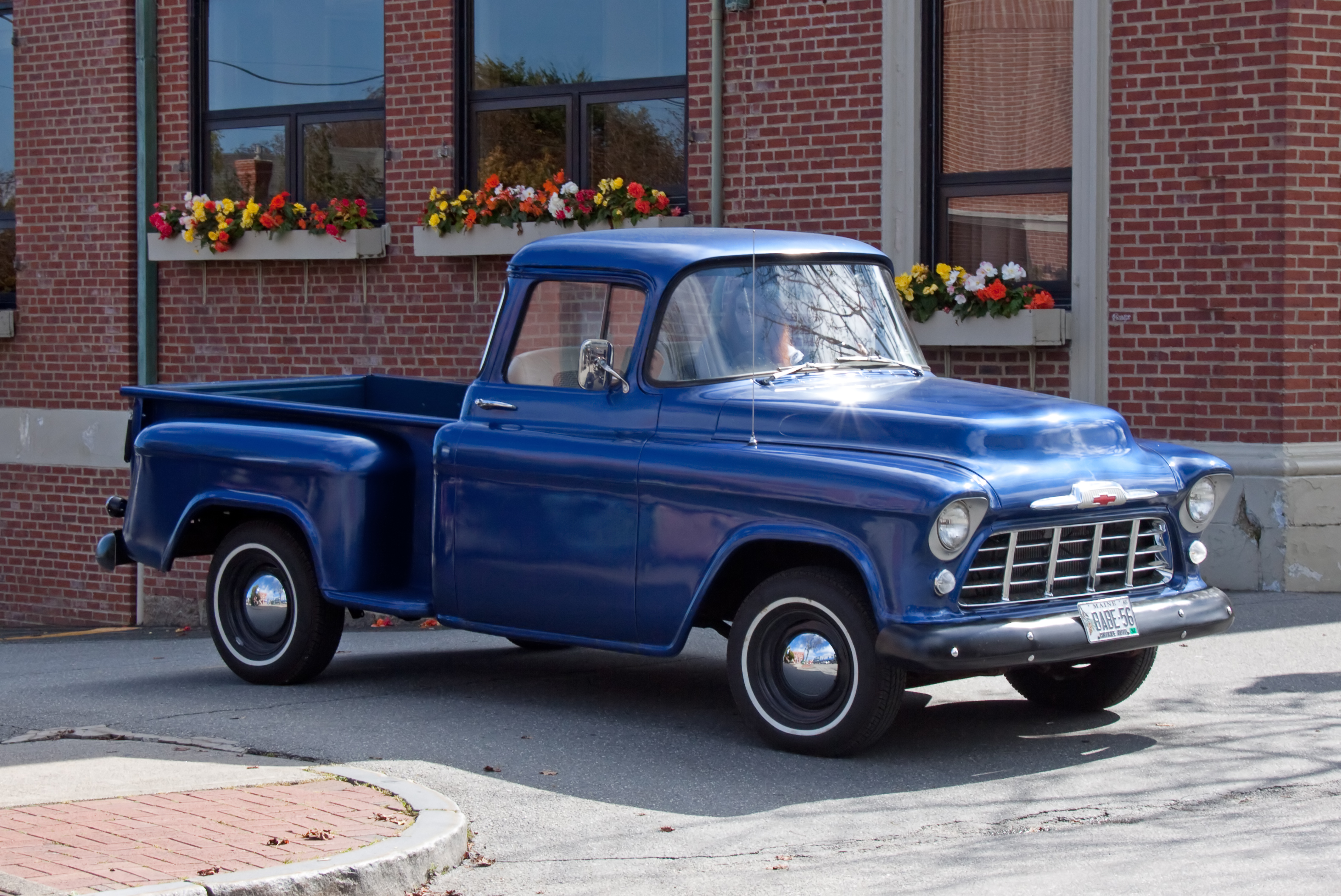
Een Chevrolet Task Force uit 1956
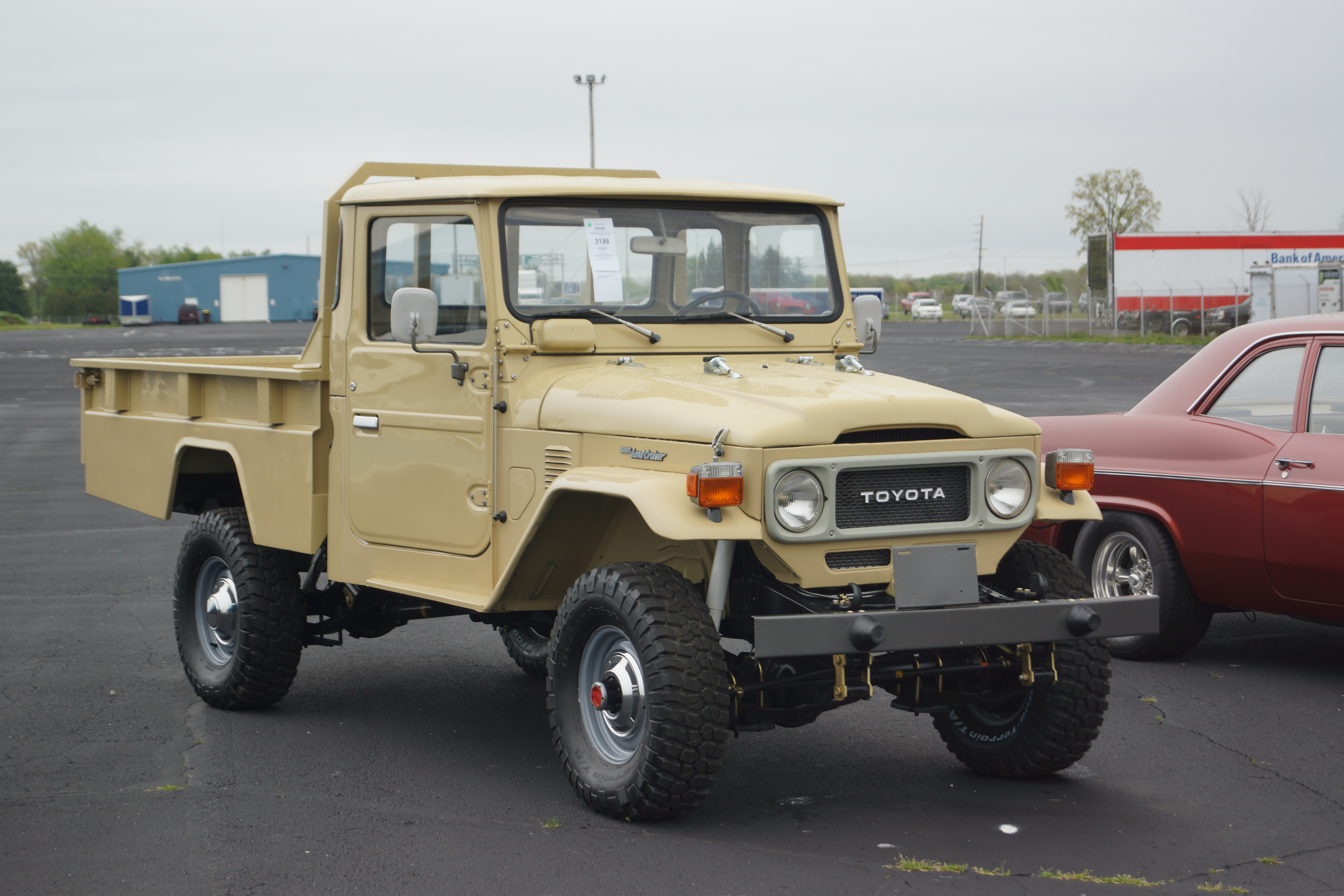
Een Toyota Land Cruiser in de uitvoering pick-up. Dit is een voorbeeld van een terreinauto die ook in de pick-upversie verkrijgbaar is
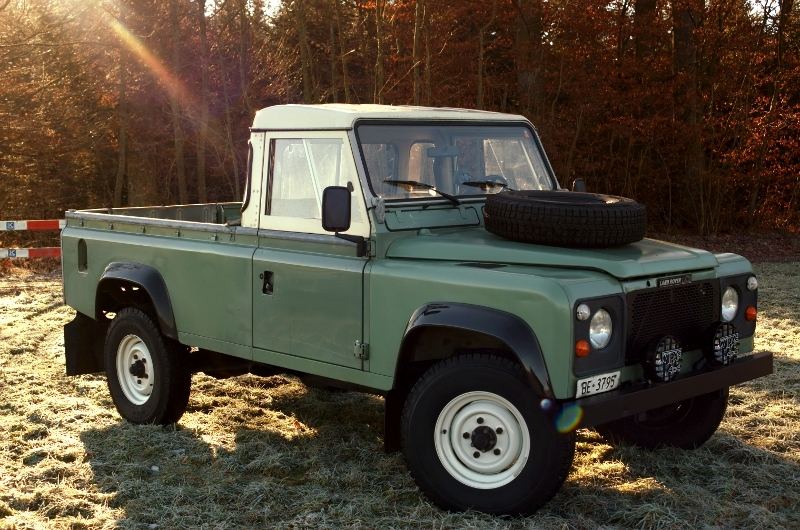
Een Land Rover Defender als Pickup
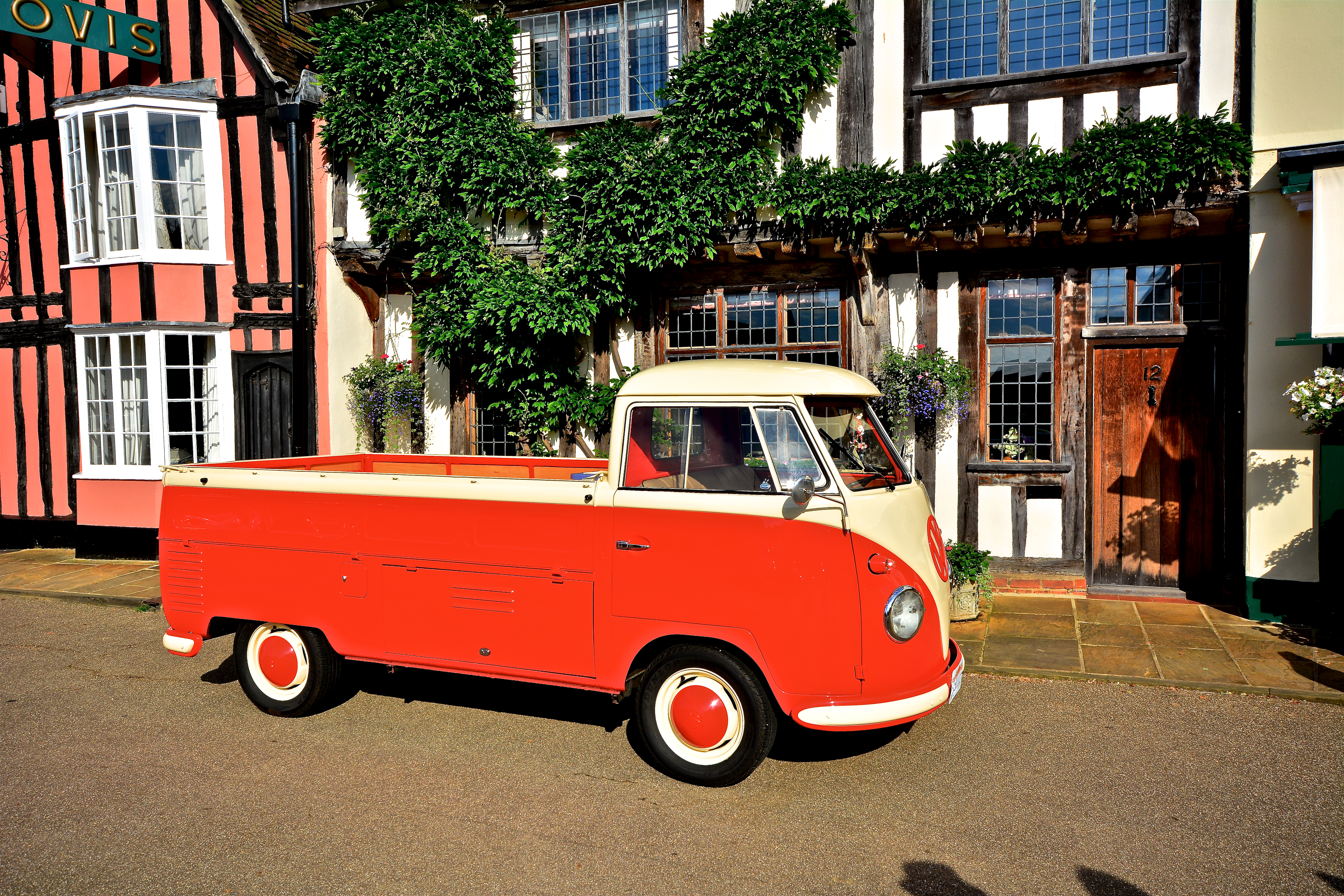
Een Volkswagen Transporter T1
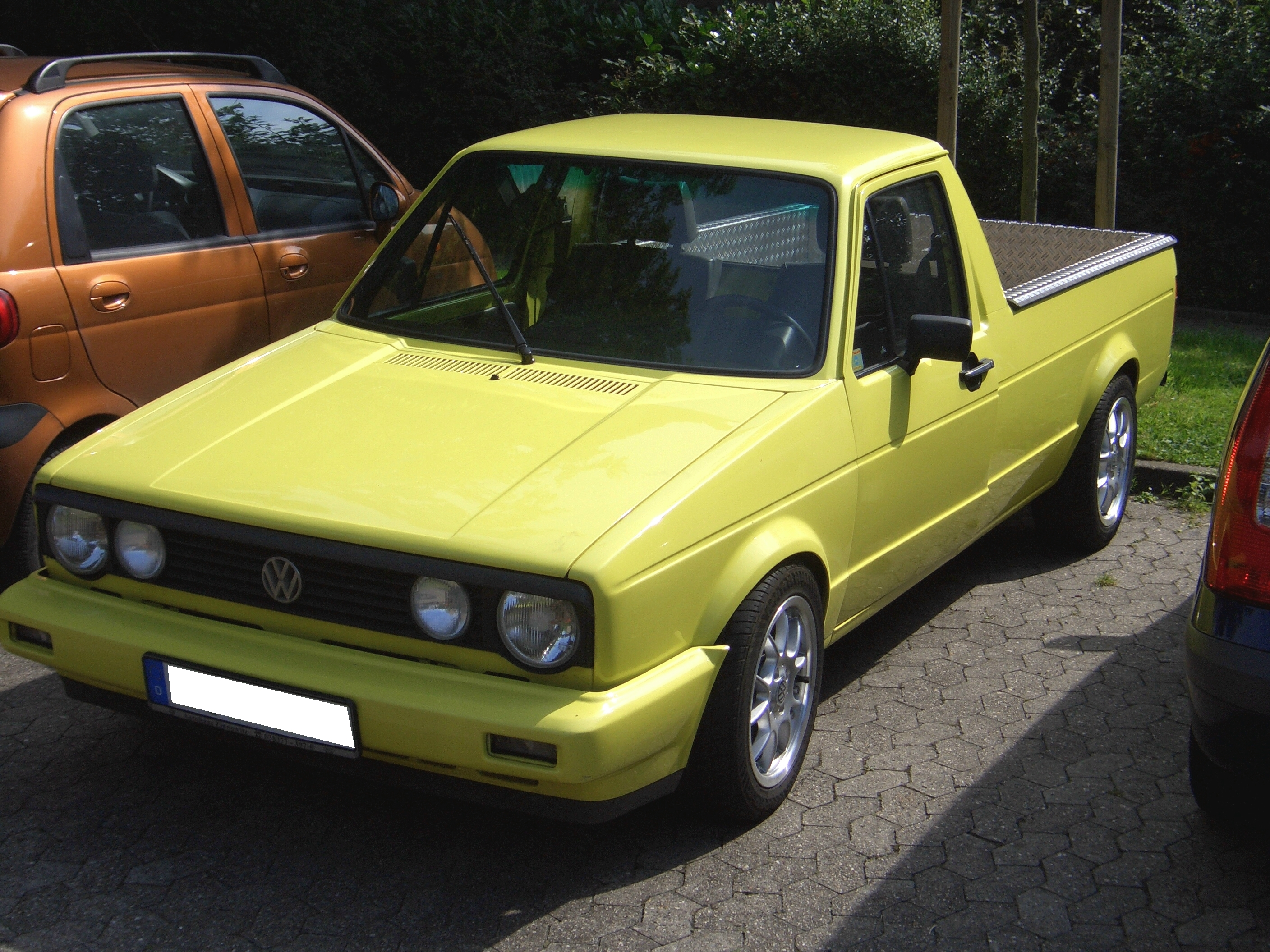
Een Volkswagen Caddy, een klein type bestelwagen en pick-up, gebaseerd op een personenauto, de Volkswagen Golf
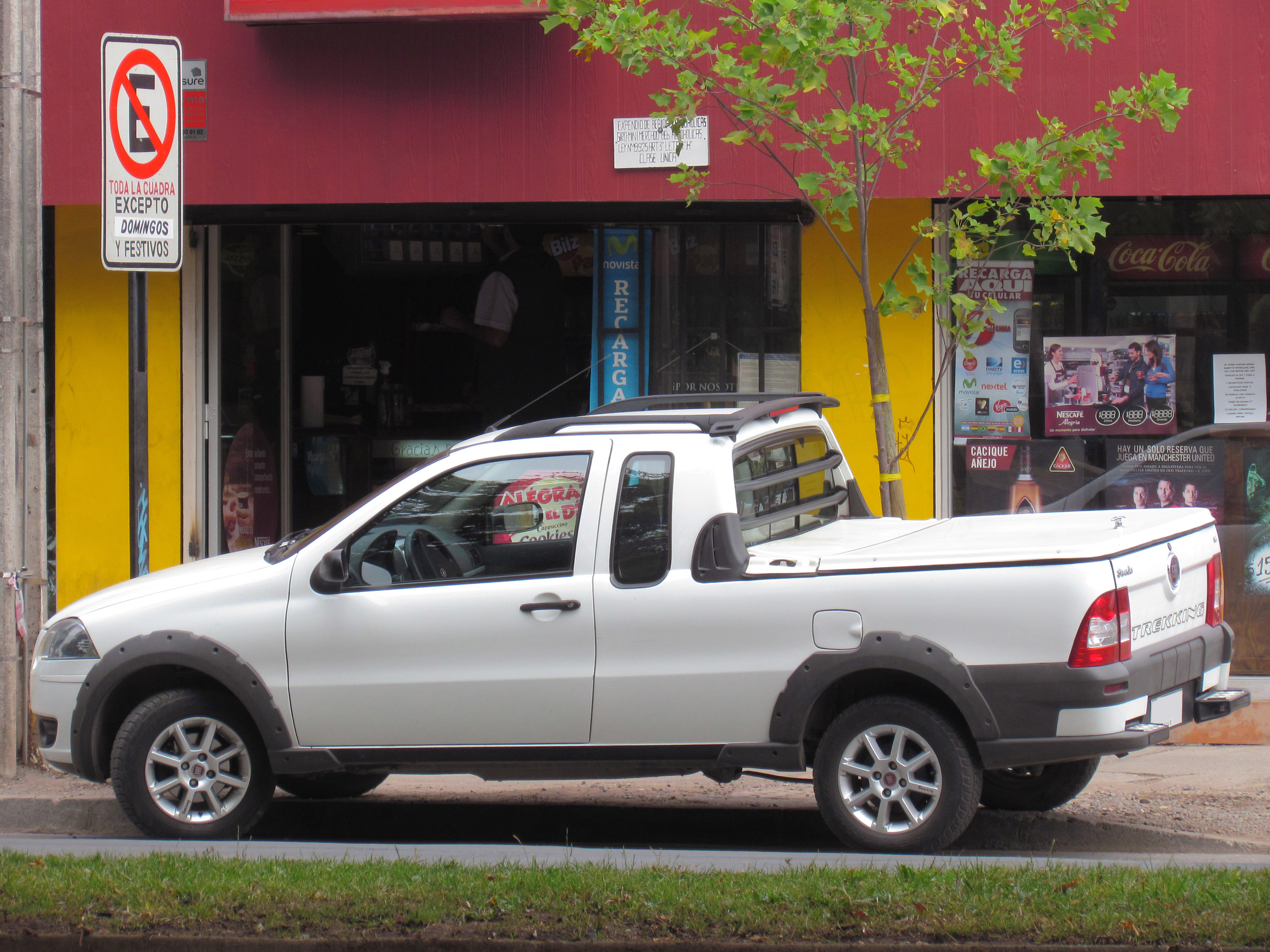
De Fiat Strada, een pick-up gebaseerd op een personenauto, de Fiat Palio
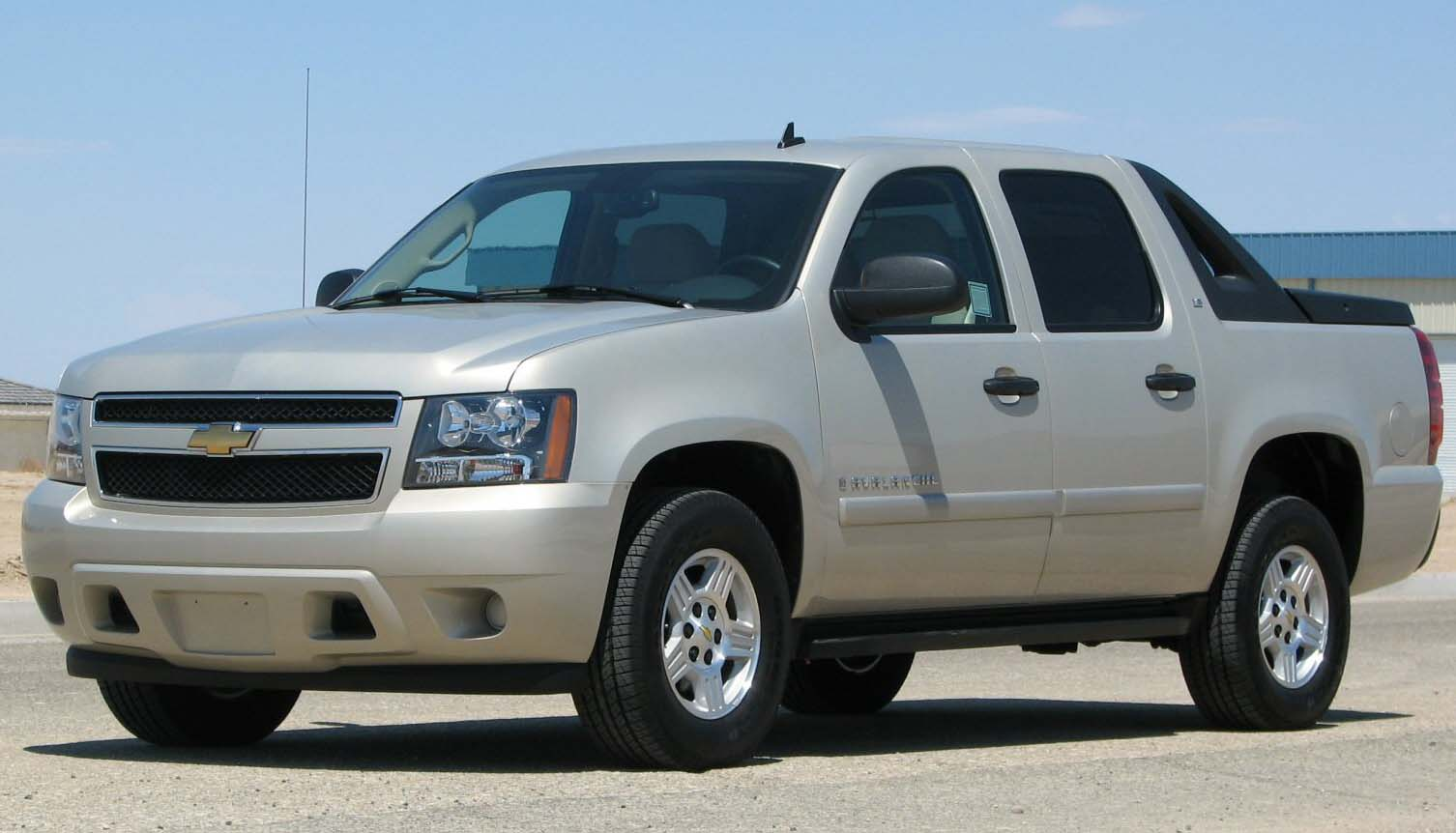
De  Chevrolet Avalanche is een voorbeeld van een luxe pick-up
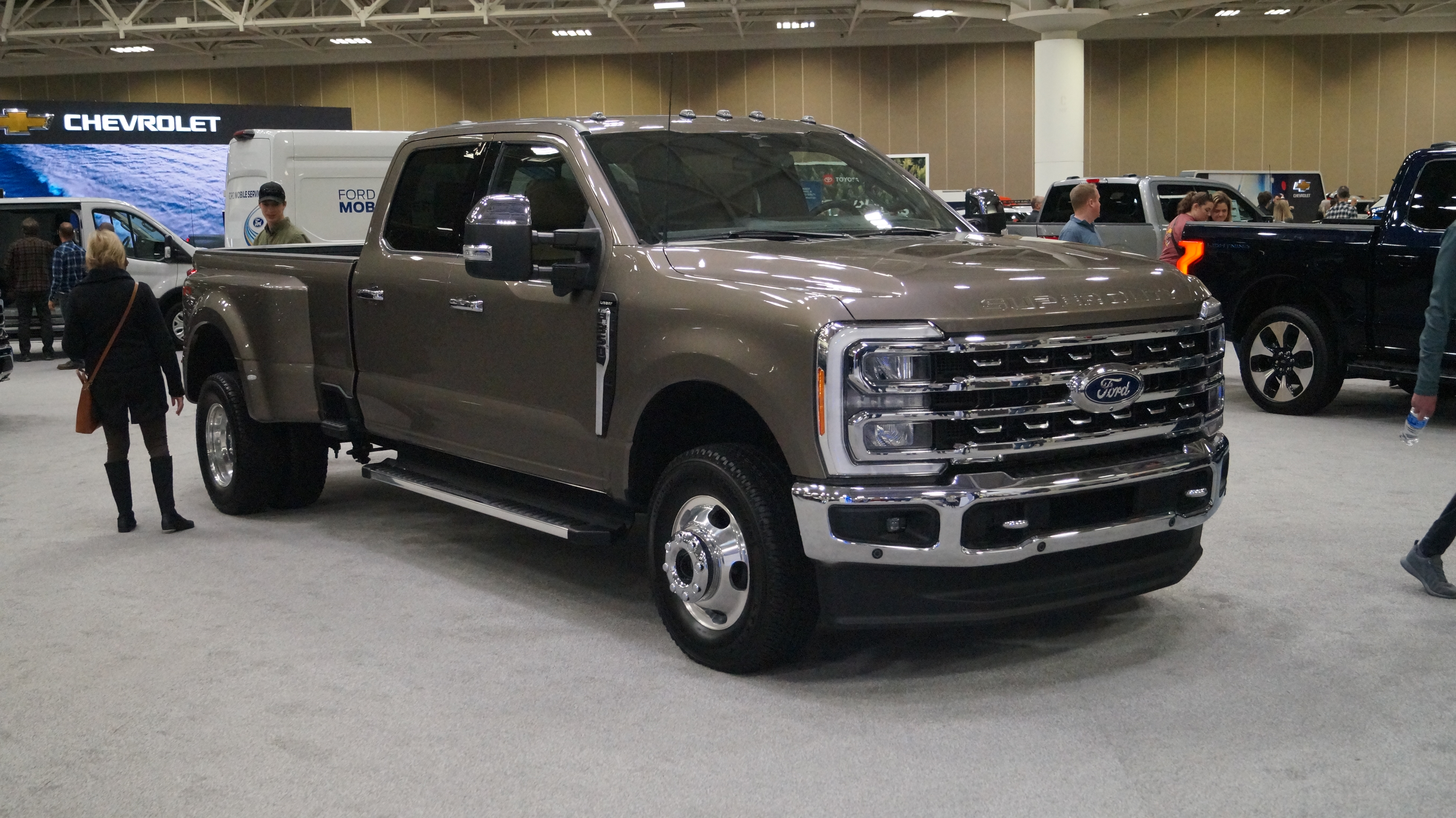
De Ford Super Duty is een zeer grote pick-up
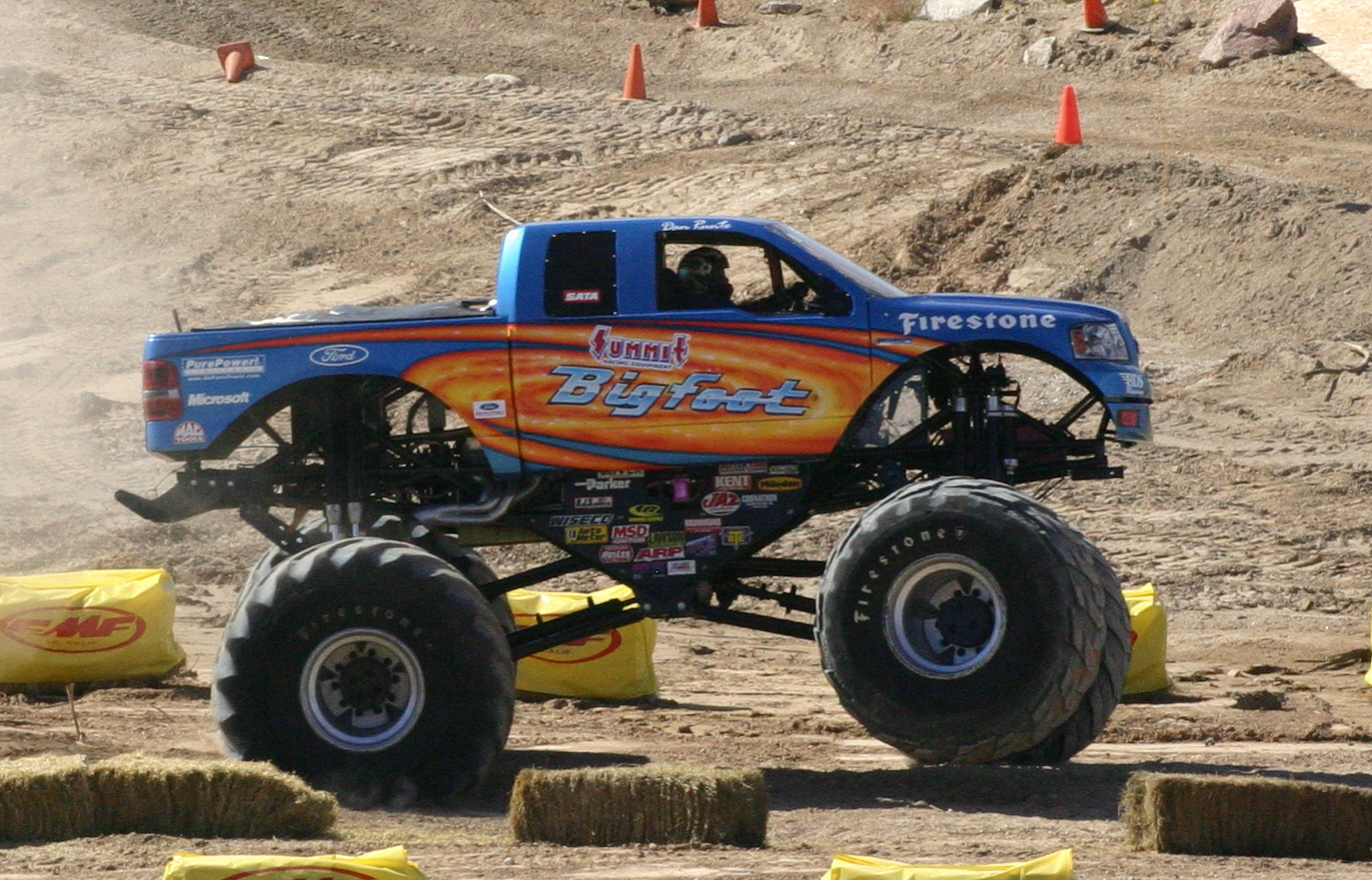
Een pick-up omgebouwd tot monstertruck